# Peugeot 307
Peugeot 307 este un automobil de clasă compactă lansat în 2000 de compania franceză de automobile Peugeot, care a câștigat titlul de Mașina anului în Europa în 2002. 307 este succesorul modelul Peugeot 306. El a fost vândut în 4 derivări de caroserie: Hatchback, Break, SW și CC.
Motorizările au fost și ele numeroase, 6 pe benzină de 1,4 1,6 și 2,0 litri cu puteri cuprinse între 75 și 177 CP. Motorizările turbodiesel (HDI) au fost tot 6 la număr cu capacități cilindrice asemănătoare cu a motoarelor pe benzină și puteri cuprinse între 70 și 140 CP.
307 a fost scos din fabricație în anul 2008 (2010 în Argentina), fiind înlocuit de modelul Peugeot 308.

## Istorie
307 a fost prefigurat la "2000 Mondial de l'Automobile" de conceptul "307 Prométhée". Comercializarea lui 307 a începea în anul 2001 în Europa ca succesorul lui 306. Peugeot 307 s-a vândut și în Australia, Noua Zeelandă, Asia, (în versiuni pe petrol de 1.6 și 2.0 litri) Mexic și Brazilia (cu motoare pe gaz/etanol 1.6 și 2.0).

## Design
307 a fost produs pe aceeași platformă ca și 306, care se gasește și pe Citroën Xsara sau Citroën ZX (an 1991) (actuali C4), continuând noul limbaj de design văzut și pe Peugeot 206 sau 607.

### Caroserie

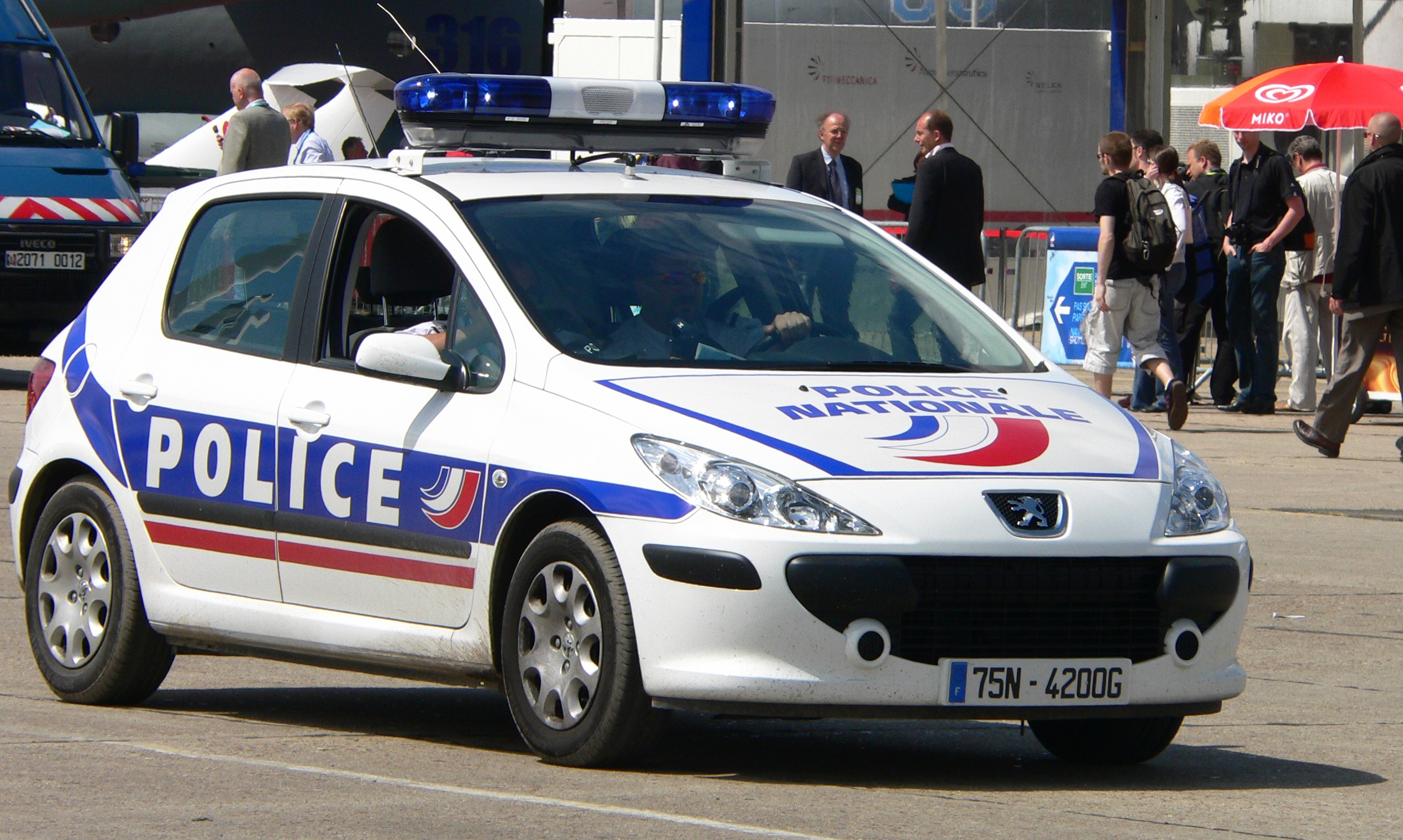
Versiunea Facelift utilizată de Poliția Franceză

La lansare, 307 primea derivările de caroserii: hatchback, în 2002 sosește versiunea Break, în lipsa unui MPv care să rivalizeze cu Citroen Xsara Picasso (Actual Citroen C4 Picasso). Versiunea Cabriolet (CC) cu Hardtop retractabil, a apărut în 2003. În 2004, s-a lansat în China versiunea sedan, special dezvoltată DOAR pentru piața chineză, de aceea 307 Sedan nu a văzut lumina soarelui de pe continentul european. Această caroserie urma să se fabrice și în Argentina din anul 2004 până în anul 2010.

### Facelift (an 2005)
În anul 2005, 307 a fost revizuit ca răspuns la atacul de rivali care au apărut după apariția lui 307 pre-facelift din 2001. Partea față afișează un nou design și lumini noi.

## Motorizări
- 1.4 litri (1360 cm3), TU3 I4, 74 CP
- 1.4 litri (1360 cm3), ET3 I4, 89 CP
- 1.6 litri (1587 cm3), TU5 I4, 108 CP
- 1.6 litri (1560 cm3), DV6 HDi Diesel I4, 90–110 CP
- 2.0 litri (1997 cm3), EW10 16 valve I4, 138 CP
- 2.0 litri (1997 cm3), DW10 HDi Diesel I4, 134 CP
- 2.0 litri HDI 89 CP
- 2.0 litri (1997 cm3) EW10 16 valve I4, 138 CP
- 2.0 litri (1997 cm3) EW10 16 valve I4, 175 CP

### Hybrid HDi
În 2006 Peugeot anunța un prototip cu motor "Diesel-Electric Hybrid" pentru 307 (3.4l/100 km), dar nu a fost lansat (probabil cel mai târziu în 2010), deoarece 307 fusese înlocuit de 308, iar Hybridul nu se lansa. Citroën C4 Hybride HDi a fost anunțat cam în același timp.

## Vânzări

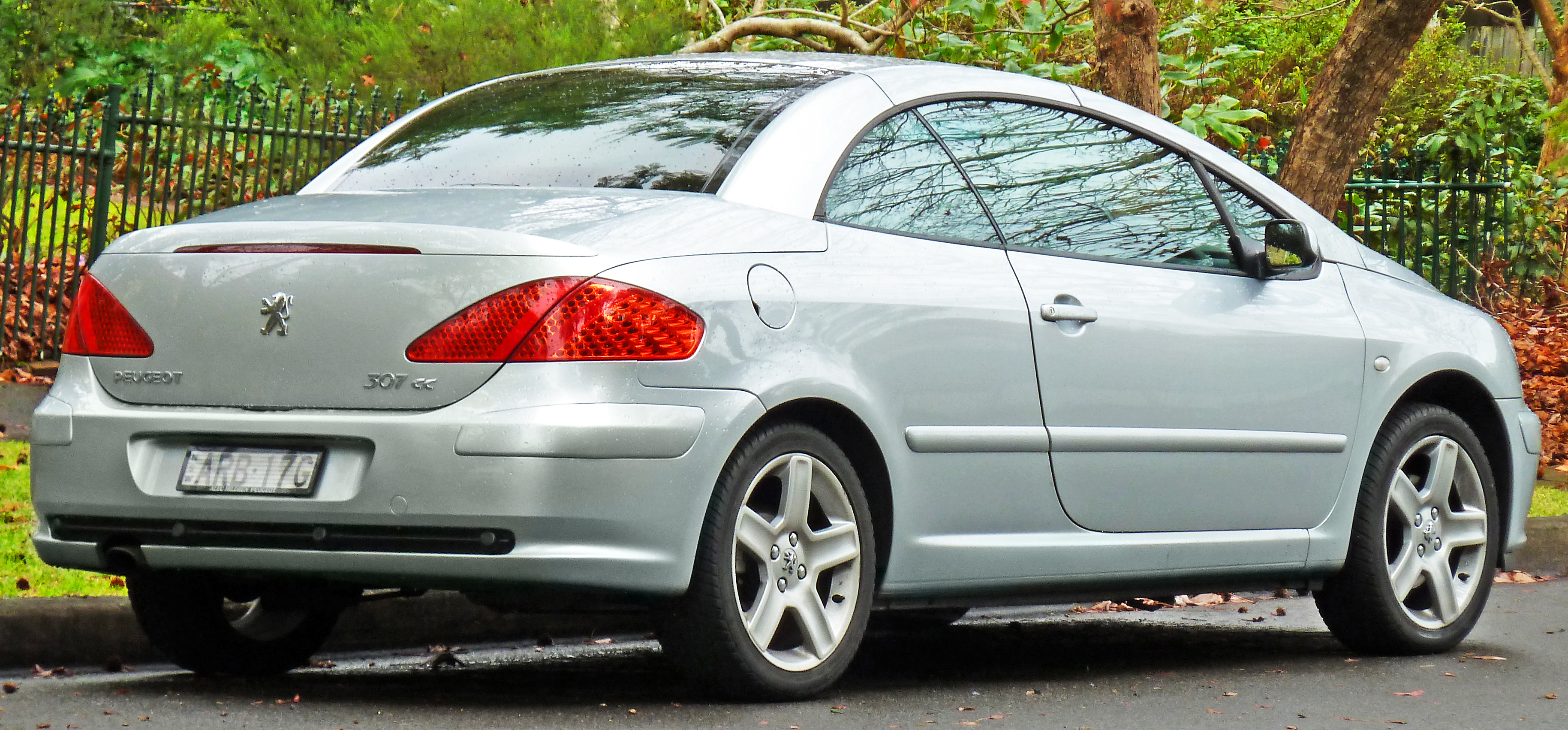
eugeot 307 din anii 2003-2005 (T5) CC Cabrioletă sportivă, Australia

| An   | Vânzări |
| ---- | ------- |
| 2004 | 583,700 |
| 2005 | 520,400 |
| 2006 | 447,000 |
| 2007 | 369,100 |
| 2008 | 142,300 |
| 2009 | 93,600  |

Sursă:

## Galerie foto

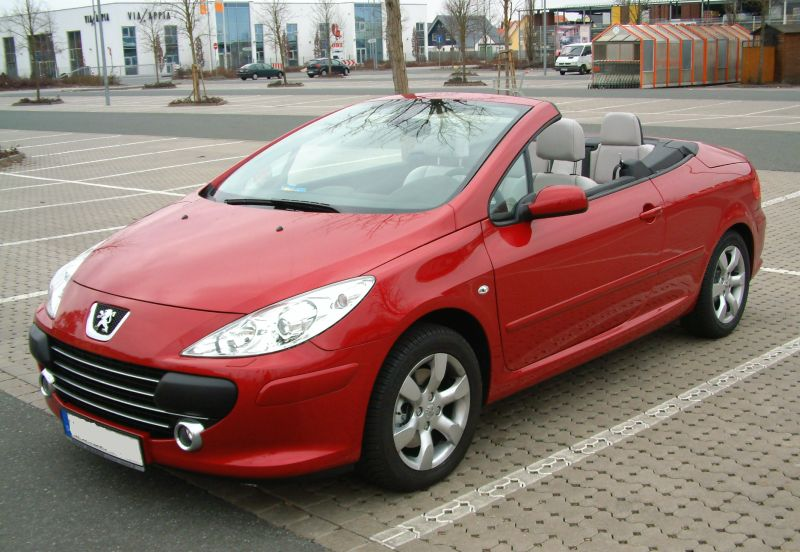
Peugeot 307 CC
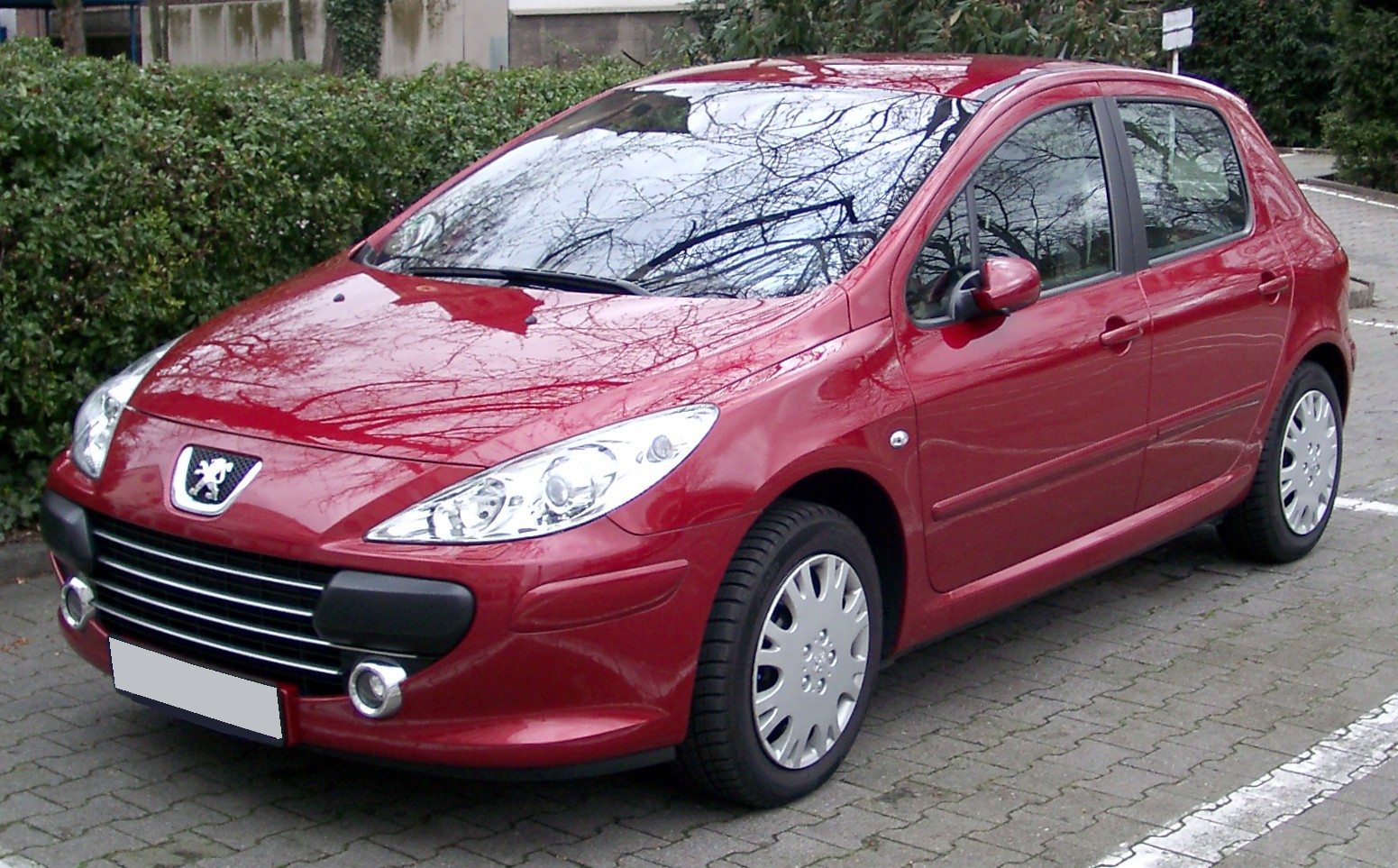
Peugeot 307 5-dørs '05−'07
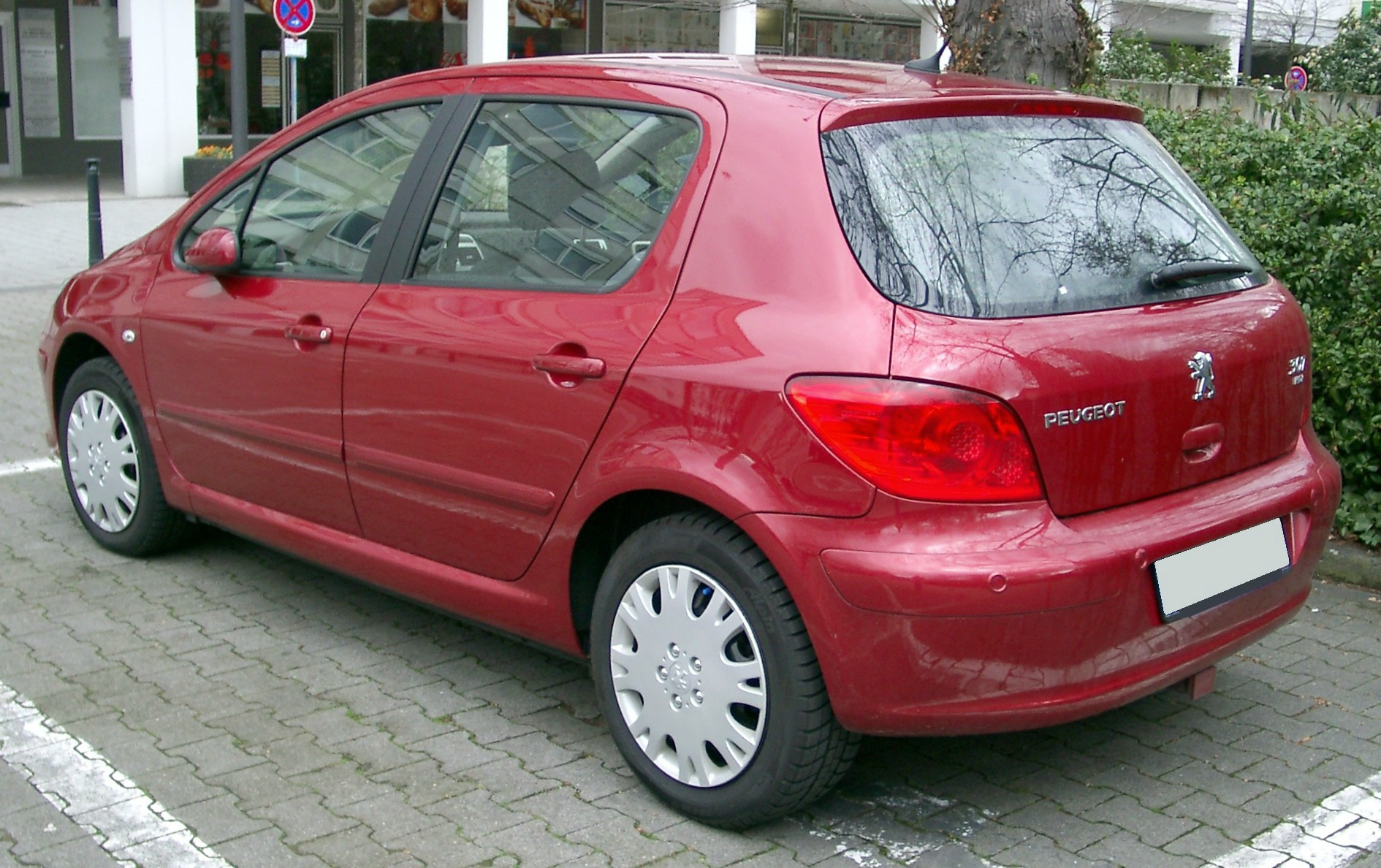
Peugeot 307 5-dørs '05−'07
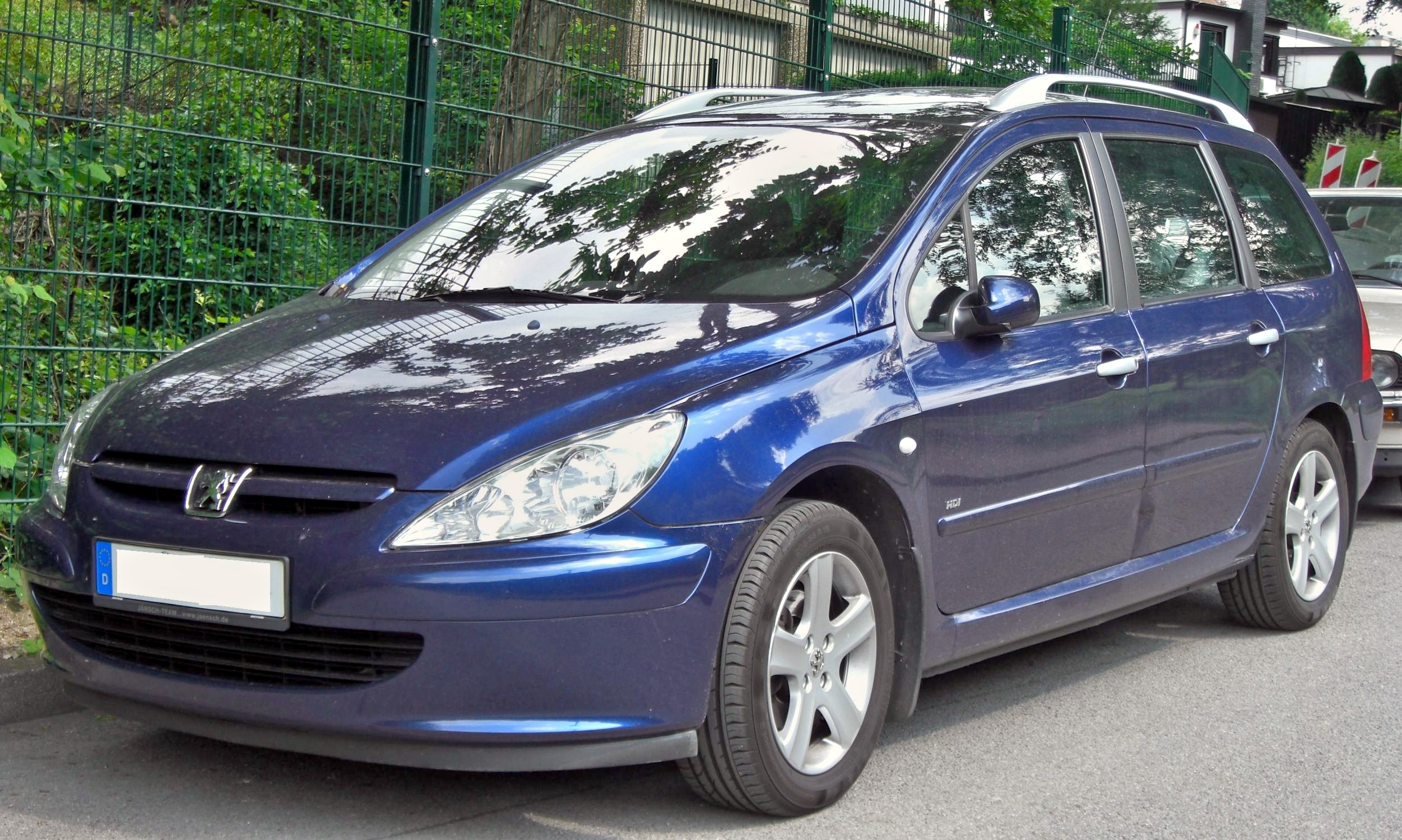
Peugeot 307 SW '02−'05
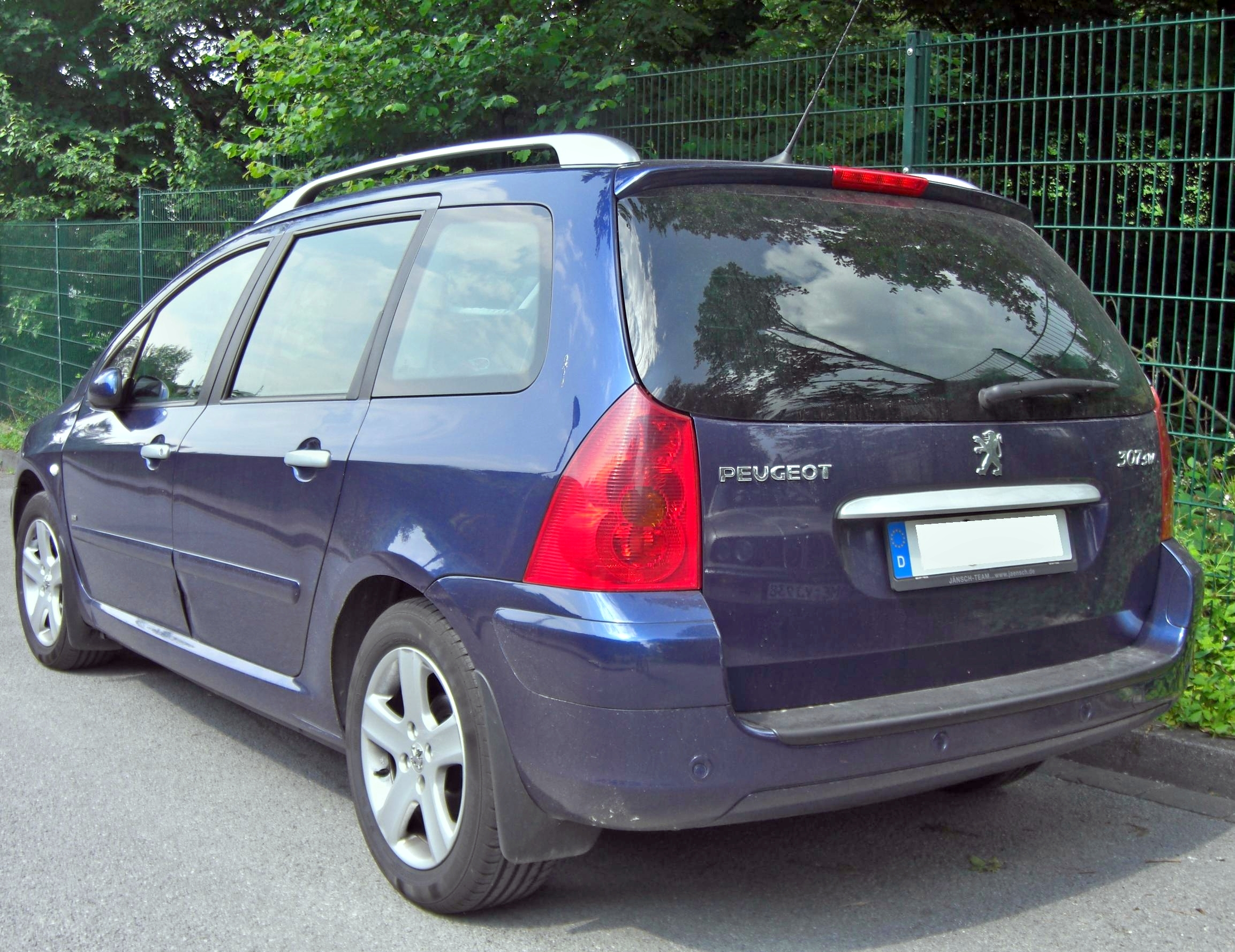
Peugeot 307 SW '02−'05
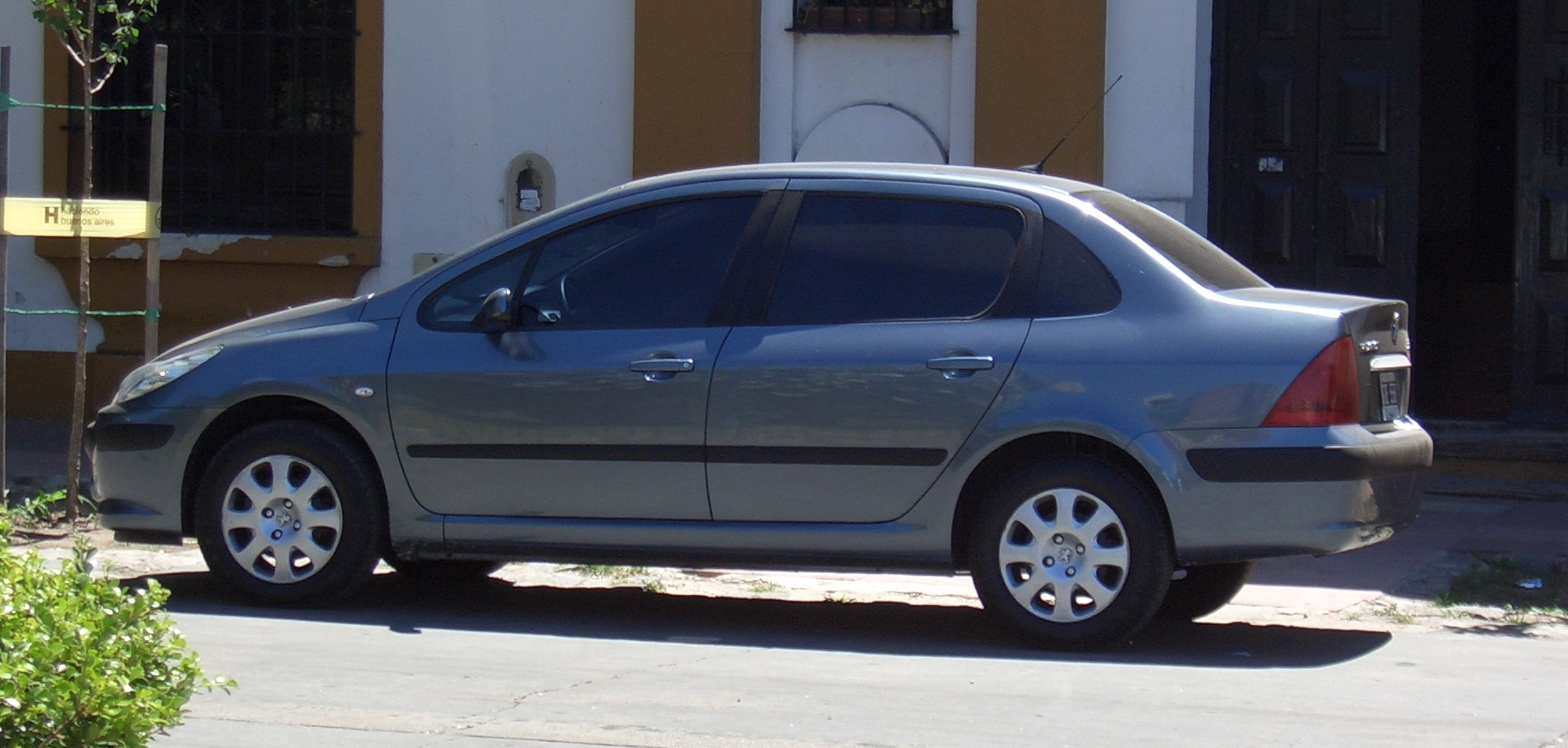
Peugeot 307 Sedan
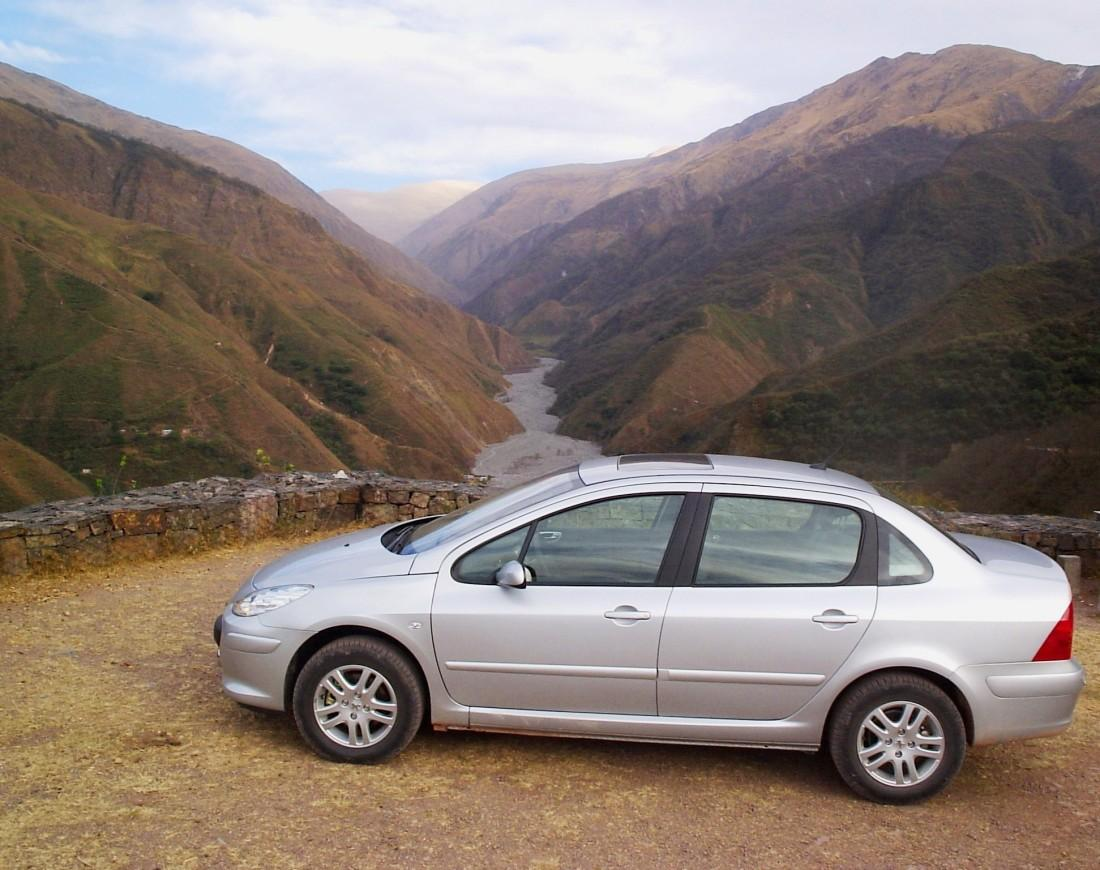
Un 307 sedan, în Argentina
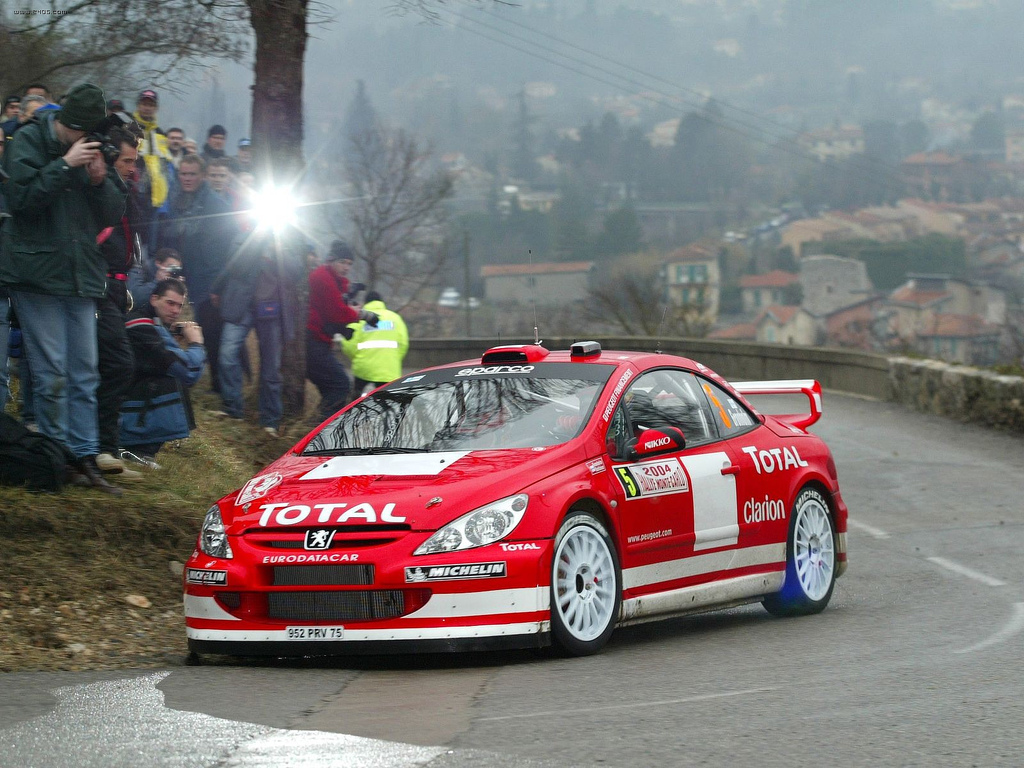
Peugeot 307 CC WRC